# Piscina Municipal de Montjuïc
|  | No s'ha de confondre amb Piscines Bernat Picornell. |

La Piscina Municipal de Montjuïc és una instal·lació esportiva situada a l'est de l'Anella Olímpica de la muntanya de Montjuïc (Barcelona). El complex esportiu consta de dues piscines exteriors, una de 25 m i altra de salts. És gestionada des de 2002 per l'empresa "Aigua, Esports i Salut".
Te una profunditat de 5,20m
Va ser inaugurada l'any 1929 i posteriorment fou ampliada per a la celebració dels Jocs del Mediterrani 1955, comptant únicament en aquell moment amb una piscina de 50 metres. El 1990 s'iniciaren les obres de remodelació total de les piscines per esdevenir la seu de les competicions de salts i la fase preliminar del torneig de waterpolo dels Jocs Olímpics d'Estiu de 1992 celebrats a Barcelona. Una de les modificacions més importants va ser enderrocar la piscina antiga i formar dues piscines noves, una per als salts i altra per al waterpolo, així com dotar-les d'una graderia provisional per a 2.400 espectadors, que sumades a les 4.100 places permanents feien un total de 6.500 places. Durant la realització del Campionat del Món de natació de 2003, així com el del 2013, s'hi realitzaren les competicions de salts. Actualment les piscines són d'ús públic i estan en funcionament només a l'estiu. S'oferixen cursos de natació, salts i waterpolo, així com diversos programes aquàtics de salut.